# Skanderborg
Skanderborg är en tätort och stad som utgör centralort i Skanderborgs kommun i Region Mittjylland i västra Danmark. Orten är belägen på den mellersta delen av halvön Jylland och hade 18 849 invånare 2017. Staden är en mindre järnvägsknutpunkt mellan den nord-sydgående östjylländska sträckningen i riktning mot bland annat Århus och den öst-västgående järnvägen i riktning mot Silkeborg.
Skanderborg ligger vackert vid Skanderborg Sø i kuperad terräng, några få kilometer från Ejer Bavnehøj. Staden har två kyrkor, varav den ena en gång var en del av Skanderborgs slott. Skanderborg fick köpstadsrättigheter 1583.
I augusti varje år arrangeras Skanderborgsfestivalen i området vid bokskogen och sjön, och besöks av uppemot 40 000 personer.

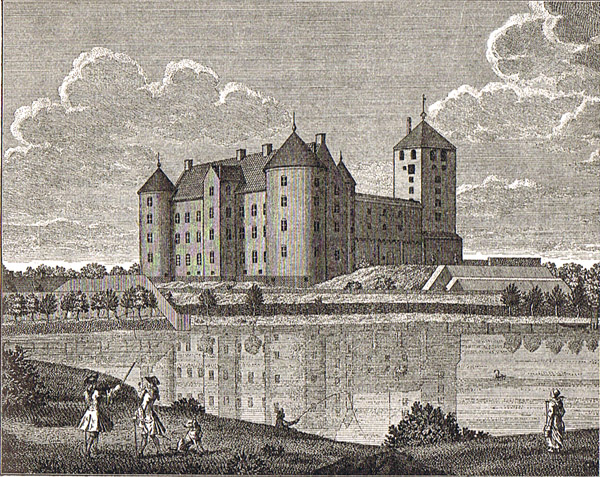
Skanderborgs slott, teckning av Laurids de Thurah.